# Rotifunk
Rotifunk is een plaats in Sierra Leone met 4858 inwoners. Het bevindt zich in het district Moyamba gelegen in de provincie Southern van Sierra Leone. Het grootste deel van de inwoners zijn Sherbro, een bevolkingsgroep met een eigen taal. 

## Geboren in Rotifunk
- John Akar (1927–1975), ambassadeur, componist van het volkslied van Sierre Leone
- John Karefa-Smart (1915-2010), minister van buitenlandse zaken